# Yaëlle Azoulay
Yaëlle Azoulay est une gigueuse, câlleuse et chorégraphe québécoise spécialisée en danse traditionnelle québécoise.

## Biographie
Fille d'un père marocain et d'une mère française ayant immigré au Québec, Yaëlle Azoulay fait ses débuts en danse traditionnelle avec l'ensemble folklorique Les Pieds Légers de Laval (maintenant appelé Tissés Serrés, à la suite de la fusion avec Les Bons Diables), puis avec la compagnie de danse Reel et Macadam pendant deux ans et demi. Elle joint par la suite Zeugma comme interprète, avec lesquels elle se produira durant près de quinze ans.
Elle présente en 2007 sa première chorégraphie intitulée La Turque-oise avec la BIGICO, suivi de Sax Addict en 2009 puis 120 pieds en 2013, co-chorégraphiée avec sa sœur Noémie Azoulay. Parmi ses autres créations notables, mentionnons Cube, chorégraphiée avec Frédérique-Annie Robitaille. Elle a notamment collaboré à la recherche et mise en mouvement du documentaire scénique Pas perdus d'Anaïs Barbeau-Lavalette et Émile Proulx-Cloutier, diffusée de 2022 à 2024, en plus d'en être une des interprètes,.
Danseuse de formation, sa pratique du câll a commencé en 2002 en suivant un cours donné par le câlleur Gérard Morin, qu'elle considère son mentor au câll. Yaëlle Azoulay câlle depuis maintenant plus de vingt ans et s'est notamment produite comme câlleuse pour le Festival Mémoire et Racines, les Francofolies de Montréal ou encore des le Ashokan Dance and Music camp. Elle se produit souvent accompagnée du trio Bon Débarras.
En plus de sa pratique artistique, Yaëlle Azoulay est cofondatrice de l'école de gigue Club Gigus et de l'agence de spectacle Résonances en plus d'avoir également été directrice artistique de l'ensemble folklorique Les Bons Diables. Elle a aussi mené des projets de collecte auprès d'aînés afin de documenter et conserver leur pratique de la gigue. Elle devient en 2023 porte-parole du Festival Trad Montréal.

## Chorégraphe
2007 : La Turque-oise
2007 : Hommage à Marius Barbeau
2009 : Sax Addict
2013 : 120 pieds (avec Noémie Azoulay)
2013 : Cube (avec Frédérique-Annie Robitaille)
2017 : YaRo